# You’re the First, the Last, My Everything
You’re the First, the Last, My Everything ist ein Lied von Barry White aus dem Jahr 1974, das von ihm, Peter Radcliffe und Tony Sepe geschrieben wurde. Es erschien auf dem Album Can’t Get Enough.

## Geschichte
Ursprünglich konzipierte Peter Radcliffe das Lied als Country-Song mit dem Titel You’re My First, You’re My Last, My In-Between, doch später veränderte White mit Sepe zwei Drittel des Songtextes und funktionierten ihn als R&B/Disco-Song um.
Die Veröffentlichung fand am 25. Oktober 1974 statt, in den Cash Box Charts sowie den Ländern Großbritannien und Italien wurde das Lied ein Nummer-eins-Hit.
In Filmen wie Money Talks – Geld stinkt nicht (als Duett mit Faith Evans), Bridget Jones – Am Rande des Wahnsinns, Der Zoowärter und Dark Shadows fand der Song seine Verwendung. In der Fernsehserie Ally McBeal konzentriert sich die Hauptfigur John Cage häufig in Stresssituationen auf das Lied, um sich zu sammeln.

## Kommerzieller Erfolg

### Chartplatzierungen
| ChartsChartplatzierungen       | Höchstplatzierung | Wochen |
| ------------------------------ | ----------------- | ------ |
| Deutschland (GfK)              | 9 (21 Wo.)        | 21     |
| Österreich (Ö3)                | 7 (16 Wo.)        | 16     |
| Schweiz (IFPI)                 | 7 (7 Wo.)         | 7      |
| Vereinigte Staaten (Billboard) | 2 (15 Wo.)        | 15     |
| Vereinigtes Königreich (OCC)   | 1 (14 Wo.)        | 14     |

| ChartsJahrescharts (1975)      | Platzierung |
| ------------------------------ | ----------- |
| Deutschland (GfK)              | 29          |
| Österreich (Ö3)                | 19          |
| Vereinigte Staaten (Billboard) | 48          |

### Auszeichnungen für Musikverkäufe
| Land/Region                  | Auszeichnungen für Musikverkäufe (Land/Region, Auszeichnung, Verkäufe) | Verkäufe  |
| ---------------------------- | ---------------------------------------------------------------------- | --------- |
| Dänemark (IFPI)              | Gold                                                                   | 45.000    |
| Italien (FIMI)               | Gold                                                                   | 35.000    |
| Spanien (Promusicae)         | Platin                                                                 | 60.000    |
| Vereinigte Staaten (RIAA)    | Gold                                                                   | 1.000.000 |
| Vereinigtes Königreich (BPI) | Platin                                                                 | 600.000   |
| Insgesamt                    | 3× Gold · 2× Platin ·                                                  | 1.740.000 |

## Coverversionen
- 1975: Kari Tapio (Ainoain oot sä vain)
- 1990: Hattie Littles
- 1995: Gloria Gaynor feat. Isaac Hayes
- 1997: Faith Evans feat. Barry White
- 2001: Vonda Shepard feat. Barry White
- 2002: Pet Shop Boys (Positive Role Model)
- 2004: Marianne Rosenberg (Jedermann)
- 2008: Alexander O’Neal
- 2022: Michael Bublé